# Видрові
Видрові (Lutrinae) — підродина ссавців родини мустелових (Mustelidae), представники якої ведуть водний спосіб життя. Містить 13 сучасних видів у 7 сучасних родах.

## Опис
У всіх видрових тіло довгасте, короткі лапи з перетинками між пальцями, довгий сильний хвіст і кругла голова з притупленою мордочкою. Найбільші представники підродини досягають величини до одного метра і ваги до 45 кг (гігантська видра, калан).
Їхня шерсть або рівномірно сіро-коричнева, або злегка плямиста і трохи світліше у «комірця» і на животі. На 1 мм² шкіри у видрових припадає більше ніж 1000 волосинок, що є найгустішою шерстю у тваринному світі. Структура вовни, яка складається з довшого волосся і м'якого підшерстя, дозволяє утримувати навколо тіла ізоляційний шар повітря навіть при довгому перебуванні у воді. Крім того, перебуваючи у воді видрові можуть закривати свої маленькі вуха і ніздрі.

## Поширення
Видрові поширені практичні по всьому світі та відсутні лише в Австралії та на окремих віддалених островах. Живуть головним чином у воді, відмінно вміючи плавати та пірнати, населяючи всі види внутрішніх водойм, а також скелясті береги морів. Як правило, вони ніколи не віддаляються більш ніж на 500 м від води. Іноді вони ховаються в покинутих житлах інших тварин чи під камінням, але завжди мають у своєму розпорядженні і як мінімум одне власне житло, що розташовані на березі. Вхід до нього може перебувати під водою, але саме житло розташоване завжди над рівнем води. У деяких видів воно складається з кількох комірок.
Видрові зазвичай ділять обжиті ними території на зони. Територія самця, як правило, більша за територію самки, однак обидві зони можуть перетинатися. Представників тієї ж статі з ареалу виганяють.

## Спосіб життя
Видрові пересуваються за допомогою рухів задніх лап і хвоста. Вони в змозі бути до восьми хвилин під водою. На суші вони пересуваються комбінацією з бігу і ковзання. Попри те, що їх головною сферою проживання є вода, по суші вони можуть долати великі відстані, наприклад, взимку, коли їм необхідно знаходити незамерзлі водойми. При цьому вони можуть розвивати швидкість до 30 км/год. Видрові можуть бути активними і в денний і в нічний час, але все-таки віддають перевагу нічному способу життя.
Як і вся родина куницевих, видрові є хижаками. Свою їжу вони, як правило, добувають у воді. Вона складається з риби, жаб, крабів та інших безхребетних. У видрових дуже інтенсивний обмін речовин і вони змушені щодня з'їдати їжу в кількостях до 15 % своєї власної ваги (у каланів залежно від температури води аж до 25 %). У воді, температура якої становить 10 °C, вони повинні ловити близько 100 г риби на годину, щоб вижити. Більшість видів приділяють полюванні від трьох до п'яти годин у добу, а самки що годують — до восьми годин.
У видрових є добре розвинуті анальні залози, якими вони маркують межі своєї території та за допомогою яких вони повідомляють родичам про свою силу чи готовності до спаровування. У той час як самці живуть поодинці, самки нерідко утворюють з потомством сімейні групи до наступного періоду плодючості. Парування відбувається в більшості випадків пізно взимку або ранньою весною, а народження від одного до п'яти дитинчат — у квітні або в травні. Дитинчата важать при народженні близько 130 г і стають зрячими лише через місяць. У віці двох місяців мати починає навчати їх плавати. Після закінчення року вони залишають матір і починають самостійне життя. Статева зрілість настає в кінці другого або третього року життя.

## Систематика
|  | Enhydra lutris                                          |
|  |                                                         |
|  | Hydrictis maculicollis                                  |
|  |                                                         |
|  | \| \| рід Lutra (у т. ч. Aonyx і Lutrogale) \| \| \| \| |
|  |                                                         |
|  | рід Lutra (у т. ч. Aonyx і Lutrogale)                   |
|  |                                                         |

|  | рід Lutra (у т. ч. Aonyx і Lutrogale) |
|  |                                       |

|  | Enhydra lutris                                          |
|  |                                                         |
|  | Hydrictis maculicollis                                  |
|  |                                                         |
|  | \| \| рід Lutra (у т. ч. Aonyx і Lutrogale) \| \| \| \| |
|  |                                                         |
|  | рід Lutra (у т. ч. Aonyx і Lutrogale)                   |
|  |                                                         |

|  | рід Lutra (у т. ч. Aonyx і Lutrogale) |
|  |                                       |

|  | Enhydra lutris                                          |
|  |                                                         |
|  | Hydrictis maculicollis                                  |
|  |                                                         |
|  | \| \| рід Lutra (у т. ч. Aonyx і Lutrogale) \| \| \| \| |
|  |                                                         |
|  | рід Lutra (у т. ч. Aonyx і Lutrogale)                   |
|  |                                                         |

|  | рід Lutra (у т. ч. Aonyx і Lutrogale) |
|  |                                       |

|  | Enhydra lutris                                          |
|  |                                                         |
|  | Hydrictis maculicollis                                  |
|  |                                                         |
|  | \| \| рід Lutra (у т. ч. Aonyx і Lutrogale) \| \| \| \| |
|  |                                                         |
|  | рід Lutra (у т. ч. Aonyx і Lutrogale)                   |
|  |                                                         |

|  | рід Lutra (у т. ч. Aonyx і Lutrogale) |
|  |                                       |

|  | Enhydra lutris                                          |
|  |                                                         |
|  | Hydrictis maculicollis                                  |
|  |                                                         |
|  | \| \| рід Lutra (у т. ч. Aonyx і Lutrogale) \| \| \| \| |
|  |                                                         |
|  | рід Lutra (у т. ч. Aonyx і Lutrogale)                   |
|  |                                                         |

|  | рід Lutra (у т. ч. Aonyx і Lutrogale) |
|  |                                       |

|  | Enhydra lutris                                          |
|  |                                                         |
|  | Hydrictis maculicollis                                  |
|  |                                                         |
|  | \| \| рід Lutra (у т. ч. Aonyx і Lutrogale) \| \| \| \| |
|  |                                                         |
|  | рід Lutra (у т. ч. Aonyx і Lutrogale)                   |
|  |                                                         |

|  | рід Lutra (у т. ч. Aonyx і Lutrogale) |
|  |                                       |

|  | Enhydra lutris                                          |
|  |                                                         |
|  | Hydrictis maculicollis                                  |
|  |                                                         |
|  | \| \| рід Lutra (у т. ч. Aonyx і Lutrogale) \| \| \| \| |
|  |                                                         |
|  | рід Lutra (у т. ч. Aonyx і Lutrogale)                   |
|  |                                                         |

|  | рід Lutra (у т. ч. Aonyx і Lutrogale) |
|  |                                       |

|  | Enhydra lutris                                          |
|  |                                                         |
|  | Hydrictis maculicollis                                  |
|  |                                                         |
|  | \| \| рід Lutra (у т. ч. Aonyx і Lutrogale) \| \| \| \| |
|  |                                                         |
|  | рід Lutra (у т. ч. Aonyx і Lutrogale)                   |
|  |                                                         |

|  | рід Lutra (у т. ч. Aonyx і Lutrogale) |
|  |                                       |

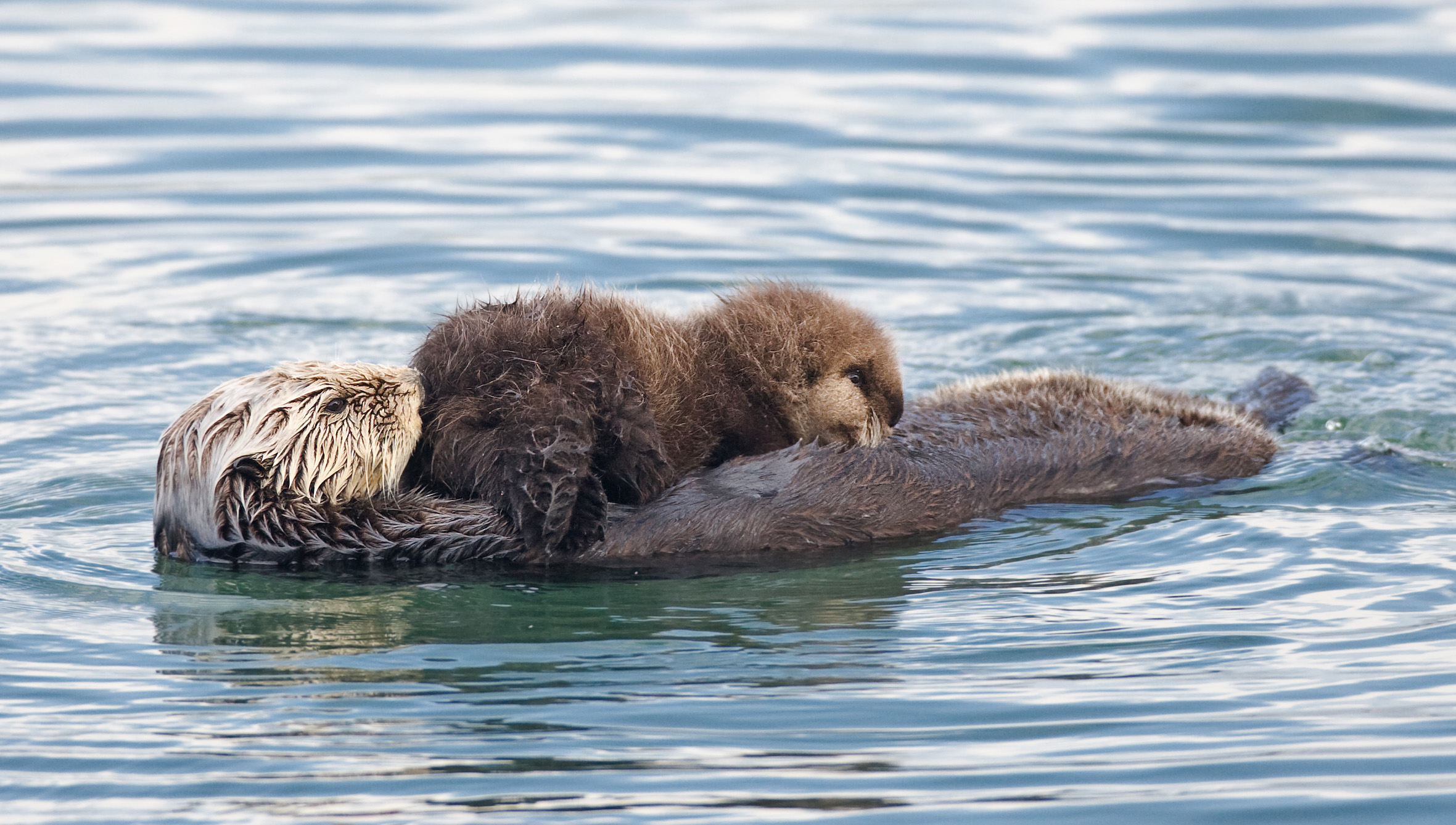
Каланиха з дитинчам

- Триба Lutrini складається з 5 родів:
  - Видра (Lutra)
    - Lutra lutra
    - Lutra sumatrana
    - †Lutra castiglionis
    - †Lutra euxena
    - †Lutra simplicidens
    - †Lutra trinacriae

  - Hydrictis
    - Hydrictis maculicollis

  - Lutrogale
    - Lutrogale perspicillata, близькі родичі звичайних видр
    - †Lutrogale robusta

  - Лонтра (Lontra) включають чотири види, що мешкають в Північній Америці
    - Lontra canadensis
    - Lontra provocax
    - Lontra longicaudis
    - Lontra felina

  - Гігантська видра (Pteronura) живуть у Південній Америці і є найбільшими поміж куницевих
    - Pteronura brasiliensis
- Триба Aonychini з виродженими кігтями та перетинками:
  - Аонікс, або Безкігтева видра (Aonyx)
    - Aonyx capensis
    - Aonyx cinereus
    - Aonyx congicus
- У трибі Enhydrini всього лише один рід:
  - Enhydra
    - Калан (Enhydra lutris), краще за всіх пристосований до життя в морі.
    - †Enhydra reevei
- Вимерлі роди: †Megalenhydris, †Sardolutra, †Algarolutra, †Cyrnaonyx, †Cyrnolutra, †Teruelictis, †Enhydriodon, †Enhydritherium, †Limnonyx, †Lutravus, †Mionictis, †Paralutra, †Sivaonyx, †Torolutra, †Tyrrhenolutra, †Vishnuonyx, Satherium, †Siamogale

## Загрози
Загрози для видрових виходять від руйнування їх життєвого середовища, забруднення води, підвищеної концентрації пестицидів, скорочення популяції риби та полювання. Люди все ще розглядають видрових як конкурентів за прожиток і полюють на них, незважаючи на заборони. Хоча в багатьох країнах існують проєкти по розведенню видрових і виселенню їх в дику природу, перераховані вище проблеми будуть залишатися серйозними загрозами популяціям видрових.